# Мило (име)
Мило је име и презиме мушког рода. Име Мило је изведено из више извора. У словенским језицима, од корена мио, а име је можда дошло од латинизованог облика овог корена. Међутим, такође се верује да име може да потиче од латинске речи „miles“, што значи „војник“. Такође се верује да реч потиче од старогрчког „milos“, што значи „цвет тисе“. Име такође има германско и готско порекло, а реч "milo" значи "велики милостиви".
Име Мило има документовану употребу још од око 9. века п. н. е. у античкој Грчкој. Први пут је уведен у употребу у енглеском језику након Норманског освајања у 11. веку нове ере.
Име Милош је варијанта изведена из имена. Док су женски еквиваленти за име Мила или Милка.

## Статистика имена
Године 2020. рангирано је као 134. најпопуларније име за дечаке у Сједињеним Америчким Државама.

## Људи

### Име
- Мило Дор (1923–2005), српско-аустријски писац
- Мило Ђукановић (рођен 1962), бивши премијер и садашњи председник Црне Горе
- Мило Хрнић (1950–2023), хрватски поп певач
- Мило Манхајм (рођен 2001), амерички глумац
- Мило Милуновић (1897–1967), југословенски и црногорски сликар
- Мило Радуловић (1926–2007), резервиста америчког ратног ваздухопловства оптужен за комунистичке симпатије
- Мило Вентимиља (рођен 1977), амерички филмски глумац
- Мило Јанопулос (рођен 1983), британска медијска личност

## Места
- Милос, острво које је део Егејских острва Грчке